# Alex Sandro
Alex Sandro Lobo Silva (n. 26 ianuarie 1991, Catanduva, São Paulo, Brazilia), cunoscut ca Alex Sandro, este un fotbalist brazilian, care joacă pe post de fundaș lateral la Flamengo în Campeonato Brasileiro da Série A. Pe plan internațional, are prezențe la națională pentru Brazilia U-20⁠(d) și Brazilia U23⁠(d).